# Seznam dílů seriálu Temný případ
Toto je seznam dílů seriálu Temný případ. Americký detektivní televizní seriál Temný případ vysílala americká stanice HBO.

## Přehled řad
| Řada | Díly | Premiéra v USA  | Premiéra v USA | Premiéra v ČR   | Premiéra v ČR   |
| Řada | Díly | První díl       | Poslední díl   | První díl       | Poslední díl    |
| ---- | ---- | --------------- | -------------- | --------------- | --------------- |
| 1    | 8    | 12. ledna 2014  | 9. března 2014 | 13. ledna 2014  | 10. března 2014 |
| 2    | 8    | 21. června 2015 | 9. srpna 2015  | 22. června 2015 | 10. srpna 2015  |
| 3    | 8    | 13. ledna 2019  | 24. února 2019 | 14. ledna 2019  | 25. února 2019  |

## Seznam dílů

### První řada (2014)
| Č. v seriálu | Č. v řadě | Původní název               | Český název                 | Režie              | Scénář         | Premiéra v USA | Premiéra v ČR   |
| ------------ | --------- | --------------------------- | --------------------------- | ------------------ | -------------- | -------------- | --------------- |
| 1            | 1         | The Long Bright Dark        | Dlouhá jasná tma            | Cary Joji Fukunaga | Nic Pizzolatto | 12. ledna 2014 | 13. ledna 2014  |
| 2            | 2         | Seeing Things               | Vidění                      | Cary Joji Fukunaga | Nic Pizzolatto | 19. ledna 2014 | 20. ledna 2014  |
| 3            | 3         | The Locked Room             | Zamčený pokoj               | Cary Joji Fukunaga | Nic Pizzolatto | 26. ledna 2014 | 27. ledna 2014  |
| 4            | 4         | Who Goes There              | Kdo chce kam                | Cary Joji Fukunaga | Nic Pizzolatto | 9. února 2014  | 10. února 2014  |
| 5            | 5         | The Secret Fate of All Life | Tajný osud veškerého života | Cary Joji Fukunaga | Nic Pizzolatto | 16. února 2014 | 17. února 2014  |
| 6            | 6         | Haunted Houses              | Strašidelné domy            | Cary Joji Fukunaga | Nic Pizzolatto | 23. února 2014 | 24. února 2014  |
| 7            | 7         | After You've Gone           | Jakmile jsi odešel          | Cary Joji Fukunaga | Nic Pizzolatto | 2. března 2014 | 3. března 2014  |
| 8            | 8         | Form and Void               | Pusto a prázdno             | Cary Joji Fukunaga | Nic Pizzolatto | 9. března 2014 | 10. března 2014 |

### Druhá řada (2015)
| Č. v seriálu | Č. v řadě | Původní název                | Český název                  | Režie            | Scénář                        | Premiéra v USA    | Premiéra v ČR     |
| ------------ | --------- | ---------------------------- | ---------------------------- | ---------------- | ----------------------------- | ----------------- | ----------------- |
| 9            | 1         | The Western Book of the Dead | Západní kniha mrtvých        | Justin Lin       | Nic Pizzolatto                | 21. června 2015   | 22. června 2015   |
| 10           | 2         | Night Finds You              | Noc si tě najde              | Justin Lin       | Nic Pizzolatto                | 28. června 2015   | 29. června 2015   |
| 11           | 3         | Maybe Tomorrow               | Snad zítra                   | Janus Metz       | Nic Pizzolatto                | 5. července 2015  | 6. července 2015  |
| 12           | 4         | Down Will Come               | Všechno k zemi               | Jeremy Podeswa   | Nic Pizzolatto a Scott Lasser | 12. července 2015 | 13. července 2015 |
| 13           | 5         | Other Lives                  | Jiné životy                  | John Crowley     | Nic Pizzolatto                | 19. července 2015 | 20. července 2015 |
| 14           | 6         | Church in Ruins              | Kostel v troskách            | Miguel Sapochnik | Nic Pizzolatto a Scott Lasser | 26. července 2015 | 27. července 2015 |
| 15           | 7         | Black Maps and Motel Rooms   | Černé mapy a pokoje v motelu | Daniel Attias    | Nic Pizzolatto                | 2. srpna 2015     | 3. srpna 2015     |
| 16           | 8         | Omega Station                | Konečná stanice              | John Crowley     | Nic Pizzolatto                | 9. srpna 2015     | 10. srpna 2015    |

### Třetí řada (2019)
| Č. v seriálu | Č. v řadě | Původní název                   | Český název   | Režie           | Scénář                        | Premiéra v USA                            | Premiéra v ČR  |
| ------------ | --------- | ------------------------------- | ------------- | --------------- | ----------------------------- | ----------------------------------------- | -------------- |
| 17           | 1         | The Great War and Modern Memory | bude oznámeno | Jeremy Saulnier | Nic Pizzolatto                | 13. ledna 2019                            | 14. ledna 2019 |
| 18           | 2         | Kiss Tomorrow Goodbye           | bude oznámeno | Jeremy Saulnier | Nic Pizzolatto                | 13. ledna 2019                            | 14. ledna 2019 |
| 19           | 3         | The Big Never                   | bude oznámeno | Daniel Sackheim | Nic Pizzolatto                | 20. ledna 2019                            | 21. ledna 2019 |
| 20           | 4         | The Hour and the Day            | bude oznámeno | Nic Pizzolatto  | Nic Pizzolatto a David Milch  | 27. ledna 2019                            | 28. ledna 2019 |
| 21           | 5         | If You Have Ghosts              | bude oznámeno | Nic Pizzolatto  | Nic Pizzolatto                | 1. února 2019 (online) 3. února 2019 (TV) | 4. února 2019  |
| 22           | 6         | Hunters in the Dark             | bude oznámeno | Daniel Sackheim | Nic Pizzolatto a Graham Gordy | 10. února 2019                            | 11. února 2019 |
| 23           | 7         | The Final Country               | bude oznámeno | Daniel Sackheim | Nic Pizzolatto                | 17. února 2019                            | 18. února 2019 |
| 24           | 8         | Now Am Found                    | bude oznámeno | Daniel Sackheim | Nic Pizzolatto                | 24. února 2019                            | 25. února 2019 |

### Čtvrtá řada
V březnu 2022 bylo oznámeno, že je čtvrtá řada seriálu ve vývoji.